# Tiếng Shabak
Tiếng Shabak là một ngôn ngữ Ấn-Âu thuộc nhánh Zaza-Goran trong nhóm ngôn ngữ Iran Tây. Tiếng Shabak là ngôn ngữ của người Shabak sống ở vùng Mosul miền bắc Iraq. Nó gần gũi với tiếng Goran (còn gọi là tiếng Hawram), một ngôn ngữ mà lắm lúc được coi là "phương ngữ tiếng Kurd", dù các phương ngôn tiếng Kurd và nhóm Zaza-Goran là hai nhánh riêng biệt trong nhóm Iran Tây Bắc. Tiếng Shabak thường được là một ngôn ngữ riêng rẽ. Ngôn ngữ này đã và đang chịu ảnh hưởng của tiếng Ả Rập, tiếng Thổ Nhĩ Kỳ, tiếng Ba Tư. Số người nói ước tính tiếng Shabak vào năm 1989 là 10.000-20.000 người. Hiện tại, ước tính có 250.000 người bản ngữ tiếng Shabak.
| Shabak | Zaza  | Kurd Nam | Kurd Soran | Kurd Kurmanj | Hewram | Ba Tư     | nghĩa           |
| ------ | ----- | -------- | ---------- | ------------ | ------ | --------- | --------------- |
| çam    | çim   | çem/çew  | çaw        | çav          | cem    | čašm/češm | mắt             |
| ziwan  | ziwan | ziwan    | ziman      | ziman        | ziwan  | zabân     | lưỡi, tiếng nói |

## Đại từ
| Shabak          | Zaza      | Kurd Nam | Kurd Soran | Kurd Kurmanj | Hewram    | Ba Tư  | nghĩa        |
| --------------- | --------- | -------- | ---------- | ------------ | --------- | ------ | ------------ |
| emn-em          | ez, min   | mi       | min        | ez, min      | emin, min | man    | tôi          |
| etu             | ti, to    | tu       | to         | tu, te       | eto, to   | to, tu | bạn          |
| ew, îna         | a, o      | ew       | ew         | ew, wî, wê   | ew        | en     | anh/cô ta    |
| hima-alama-gişt | ma        | îme      | ême        | em, me       | ma        | mâ     | chúng ta/tôi |
| işma            | şima      | îwe      | êwe        | hûn, we      | şima      | şomâ   | các bạn      |
| işan            | înu, înan | ewane    | ewan       | ewan, wan    | ade       | işân   | họ, chúng    |